# Рушка Јакић
Рушка Јакић (Београд, 8. јануар 1938) српска је новинарка и телевизијска водитељка. Позната је као ауторка и водитељка емисије Љубав и мода (1992—данас).

## Биографија
Рођена је 8. јануара 1938. године у Београду, у тадашњој Краљевини Југославији. Изјавила је да има три пропала брака, с тим да је из првог добила ћерку. Од 1992. године води емисију Љубав и мода, коју је првенствено емитовао Пинк, док емисију данас приказује ТВ Палма плус.